# Cordillera Aleutiana
La cordillera Aleutiana es un importante cordillera del sudoeste de Alaska, que se extiende desde el lago Chakachamna (130 km al sudoeste de Anchorage) hasta la isla Unimak, en la punta de la península de Alaska. Ésta incluye todas las montañas de la península. Es especialmente significativa por el gran número de volcanes activos. La parte continental de la cordillera tiene una longitud de unos 1000 km; las islas Aleutianas son (geológicamente) una extensión occidental de la cordillera parcialmente sumergida que se extiende durante otros 1.600 km. Sin embargo, la designación oficial «Cordillera Aleutiana» incluye solo los picos continentales y los picos de la isla Unimak.
La cordillera es casi completamente una zona virgen y sin carreteras, y el Parque y Reserva Nacional Katmai, un gran parque nacional dentro de la cordillera debe alcanzarse con barco o avión.
El corazón de la cordillera Aleutiana puede dividirse en tres grupos montañosos. Listadas desde el sudoeste hasta el nordeste, son:
- Montañas de la península de Alaska y la isla Unimak
- Montañas Chigmit
- Montañas Neacola

Véase las islas Aleutianas para la continuación de la cordillera hacia el oeste de la isla Unimak.
También, justo al norte de la cordillera Aleutiana, y a veces consideradas parte de ella, están las Montañas Tordrillo.
Principales montañas:
- Monte Redoubt (3.109 m), Montañas Chigmit
- Monte Iliamna (3.054 m), Montañas Chigmit
- Monte Neacola, (2.873 m), Montañas Neacola
- Monte Shishaldin (2.857 m), isla Unimak
- Monte Pavlof (2.715 m), península de Alaska
- Monte Veniaminof (2.508 m), península de Alaska
- Picos Isanotski (2.446 m), isla Unimak
- Monte Denison (2.318 m), península de Alaska
- Monte Griggs (2.317 m), península de Alaska
- Monte Douglas (2.153 m), península de Alaska
- Monte Chiginagak (2.134 m), península de Alaska
- Double Peak (2.078 m), Montañas Chigmit
- Monte Katmai (2.047 m), península de Alaska
- Volcán Pogromni (2002 m), isla Unimak